# Fortymile River
Fortymile River är ett vattendrag i USA och Kanada.  Dess källor är i Alaska och floden rinner sedan in i Yukon.
Trakten runt Fortymile River är nära nog obefolkad, med mindre än två invånare per kvadratkilometer.